# Chiesa di San Michele Arcangelo (Ferrara, Aguscello)
La chiesa di San Michele Arcangelo è la parrocchiale ad Aguscello, frazione di Ferrara. La sua costruzione risale al XV secolo.

## Storia
Anticamente, attorno all'XI secolo, Aguscello veniva chiamato Villa Prado e il luogo di culto più vicino era la chiesa di San Bartolomeo (anche chiamata di San Bartolo).
La costruzione di una nuova chiesa con dedicazione a San Michele Arcangelo fu quasi certamente dovuta ai monaci benedettini di San Bartolomeo.
I monaci olivetani subentrarono nella conduzione di San Michele nel 1415 ed iniziarono il suo restauro, che richiese vari anni, sino al 1574.
Diverse visite pastorali, tra il 1574 e il 1624, ne rilevarono le condizioni di degrado disponendone interventi per sanare l'edificio. Si pose mano, in quel periodo, all'altar maggiore ed all'arredo liturgico, inoltre vennero restaurate le pareti della navata.
Nuovamente, oltre due secoli più tardi, fu necessario rivedere l'intero edificio. Invece di procedere con la sua demolizione, suggerita da alcuni, si preferì rinforzare la muratura e rifare il tetto, inoltre furono aggiunte quattro cappelle laterali complete di nicchia. A tali interventi seguì, nel 1876, un analogo lavoro sulla torre campanaria con l'irrobustimento dei pilastri d'angolo.
Nel XXI secolo si è realizzato un primo intervento conservativo nel 2008, che ha riguardato in particolare il campanile, poi, dopo il terremoto dell'Emilia del 2012, è stato necessario mettere in sicurezza e riparare tutte le parti danneggiate. La sagrestia, dopo tali lavori conclusi nel 2014, è diventata la cappella invernale.